# Cassini-Huygens
De Cassini-Huygens was een ruimtesonde die werd ingezet voor de gelijknamige Cassini-Huygens-missie; een ruimtevaartmissie die een studie maakte van Saturnus en zijn manen. De missie vormde een samenwerkingsverband van NASA, ESA en ASI.

## Samenstelling en apparatuur
Cassini werd op 15 oktober 1997 gelanceerd met behulp van een Titan IV-raket. Hij bestond uit een hoofdsonde (orbiter) en een kleine hulpsonde, Huygens. Het was een van de grootste, zwaarste en meest complexe interplanetaire sondes die tot nu toe gebouwd zijn. Cassini was meer dan 6,8 meter hoog en 4 meter in doorsnede. De hoofdsonde woog 2150 kilogram, inclusief 365 kg instrumenten; Huygens was 350 kilogram zwaar. De sonde had een thermo-elektrische radio-isotopengenerator aan boord om de apparatuur van energie te voorzien. Enkele milieugroeperingen maakten hier overigens bezwaar tegen vanwege de radioactieve vervuiling die bij een mislukte lancering zou kunnen optreden. Cassini bereikte Saturnus op 1 juli 2004.
Op de ruimtesonde waren 12 verschillende instrumenten gemonteerd, op de Huygenssonde 6. Met deze instrumenten werden 27 verschillende wetenschappelijke waarnemingen verricht. Tijdens de missie werd de magnetosfeer en de atmosfeer van Saturnus onderzocht. Naast Saturnus zelf stonden de manen van Saturnus in de belangstelling. Vooral Titan had de aandacht, omdat organische moleculen een groot deel van de atmosfeer van deze maan uitmaken; wellicht lijkt dit in zekere mate op de situatie zoals die vier miljard jaar geleden op de aarde bestond rond de tijd dat het leven ontstond.

## Vluchtplan

De baan van Cassini-Huygens naar Saturnus

Animatie Cassini-Huygens

In plaats van rechtstreeks naar Saturnus te vliegen, maakte de sonde een aantal naderingen van Venus, de Aarde en Jupiter en met behulp van een zwaartekrachtsslinger door deze planeten kon de snelheid toenemen. Vóór de lancering waren activisten bang dat de sonde bij het passeren van de Aarde in de atmosfeer terecht zou komen, hetgeen vanwege de radio-isotopengenerators (die gevuld zijn met plutonium-238) een ramp zou kunnen betekenen. Ofschoon de kans hierop bijzonder klein was (de kans dat een raket tijdens de lancering ontploft is aanzienlijk groter), probeerde men vergeefs langs gerechtelijke weg de lancering te verhinderen.
Cassini had, naast een gedetailleerde kijk op Saturnus zelf, zijn instrumenten gericht op de ringen, de magnetosfeer en de kleine ijssatellieten van de gasreus. De sonde Huygens daalde af in de atmosfeer van Saturnus' grootste maan Titan. Cassini had onder meer instrumenten aan boord om de atmosfeer van Saturnus te analyseren op samenstelling, windsnelheid en verschijnselen zoals bliksem. Van de ringen was de chemische samenstelling tot dan nooit precies bepaald en ook van de samenstelling van de ijsmanen (alle manen behalve Titan) was weinig bekend.
Het spectaculairste deel van de missie bestond uit het afdalen van Huygens in de atmosfeer van Titan. Huygens mat welke gassen in de atmosfeer van deze maan voorkomen. Ook had Huygens verschillende instrumenten aan boord, onder andere voor meting van temperatuur en windsnelheid.

## Reisverslag

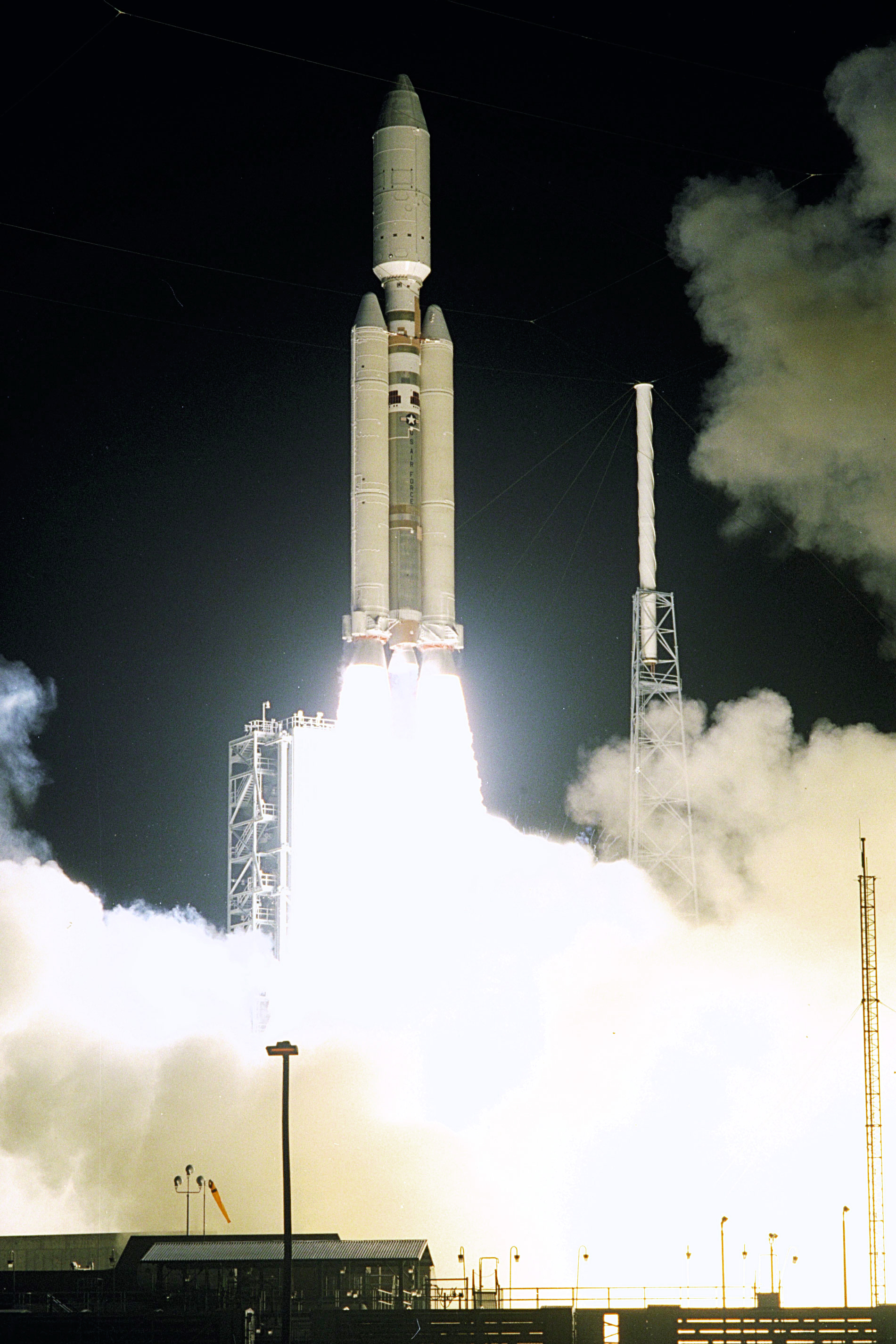
Lancering met Titan IVB/Centaur vanuit Cape Canaveral Air Force Station.

De lancering van de sonde vond plaats op 15 oktober 1997 vanaf Cape Canaveral AFS Lanceercomplex 40.
In januari 2000 passeerde Cassini de planetoïde Masursky.
In december 2000 passeerde Cassini de gasreus Jupiter. Deze planeet werd op dat moment al bestudeerd door de sonde Galileo. Wetenschappers hadden dus de unieke gelegenheid Jupiter van twee kanten tegelijk te bekijken.
Op 11 juni 2004 passeerde de sonde de maan Phoebe van Saturnus.
Na een reis van zes en een half jaar bereikte de Cassini-ruimtesonde de planeet Saturnus op 1 juli 2004. De ruimtesonde maakte direct een vliegende start van zijn missie; om 04:11 bewoog de ruimtesonde zich door het ringvlak. Hierna werden om 04:36 de remraketten ontstoken. Nadat de remraketten anderhalf uur gebrand hadden raasde Cassini op een afstand van slechts 18.000 kilometer langs Saturnus, waarna om 07:58 het ringvlak opnieuw doorkruist werd. Op 25 oktober, 18:44 Nederlandse tijd, maakte Cassini de eerste scheervlucht langs Titan. Op slechts 1176 kilometer van de maan werden diverse foto's, radarbeelden en spectra vastgelegd, die succesvol naar de aarde gezonden werden. In 2004 ontdekte Cassini drie nieuwe manen van Saturnus: Methone, Pallene en Polydeuces.
Op 14 januari 2005 drong de sonde Huygens, die in december 2004 van Cassini werd losgemaakt, de atmosfeer van Titan binnen. Om 11:25 CET detecteerde een observatorium in West-Virginia de draaggolf van de sonde. Het signaal toonde aan dat de sonde zijn tocht door de dampkring en zijn landing had doorstaan. De eerste foto's (dampkring en landingsplaats) liepen dezelfde dag nog binnen. Cassini zelf bestudeerde in 2005 het ringensysteem en de manen van Saturnus, Titan, Rhea, Hyperion, Tethys, Dione en Enceladus. De laatste bleek onverwacht een atmosfeer te hebben.
Op 9 maart 2006 werd bekendgemaakt dat op foto's die de Cassini-ruimtesonde van de Saturnusmaan Enceladus maakte vloeibaar water zichtbaar is dat uit geisers spuit. Dit was een grote verrassing voor de wetenschappers, die tot dan toe aannamen dat Enceladus een ijzige wereld was zonder water in vloeibare vorm. De ontdekking leidde tot speculatie over mogelijk (primitief) leven op Enceladus.
Op 4 maart 2009 ontdekte Cassini een kleine maan in een van de buitenste ringen van Saturnus.
In 2010 overleefde Cassini twee gevaarlijke scheervluchten langs Enceladus. NASA maakte bekend financiële ondersteuning te hebben gekregen om Cassini tot 2017 te blijven volgen.
Op 15 september 2017 kwam er na 20 jaar een eind aan de missie van Cassini. De ruimtesonde was door haar brandstofvoorraad heen, waarna werd besloten Cassini gecontroleerd te laten neerstorten. Cassini verdampte op 15 september in de atmosfeer van Saturnus. Inmiddels was Cassini 294 keer om Saturnus heen gevlogen en had bijna een half miljoen foto's gemaakt.

## Naamgevers
Cassini is genoemd naar de Italiaanse astronoom Giovanni Domenico Cassini (1625-1712), die de scheiding in de ringen van Saturnus en tevens vier nieuwe manen ontdekte. Huygens verwijst naar de Nederlandse natuurkundige en astronoom Christiaan Huygens (1629-1695), die de ware aard van de ringen en Titan ontdekte.

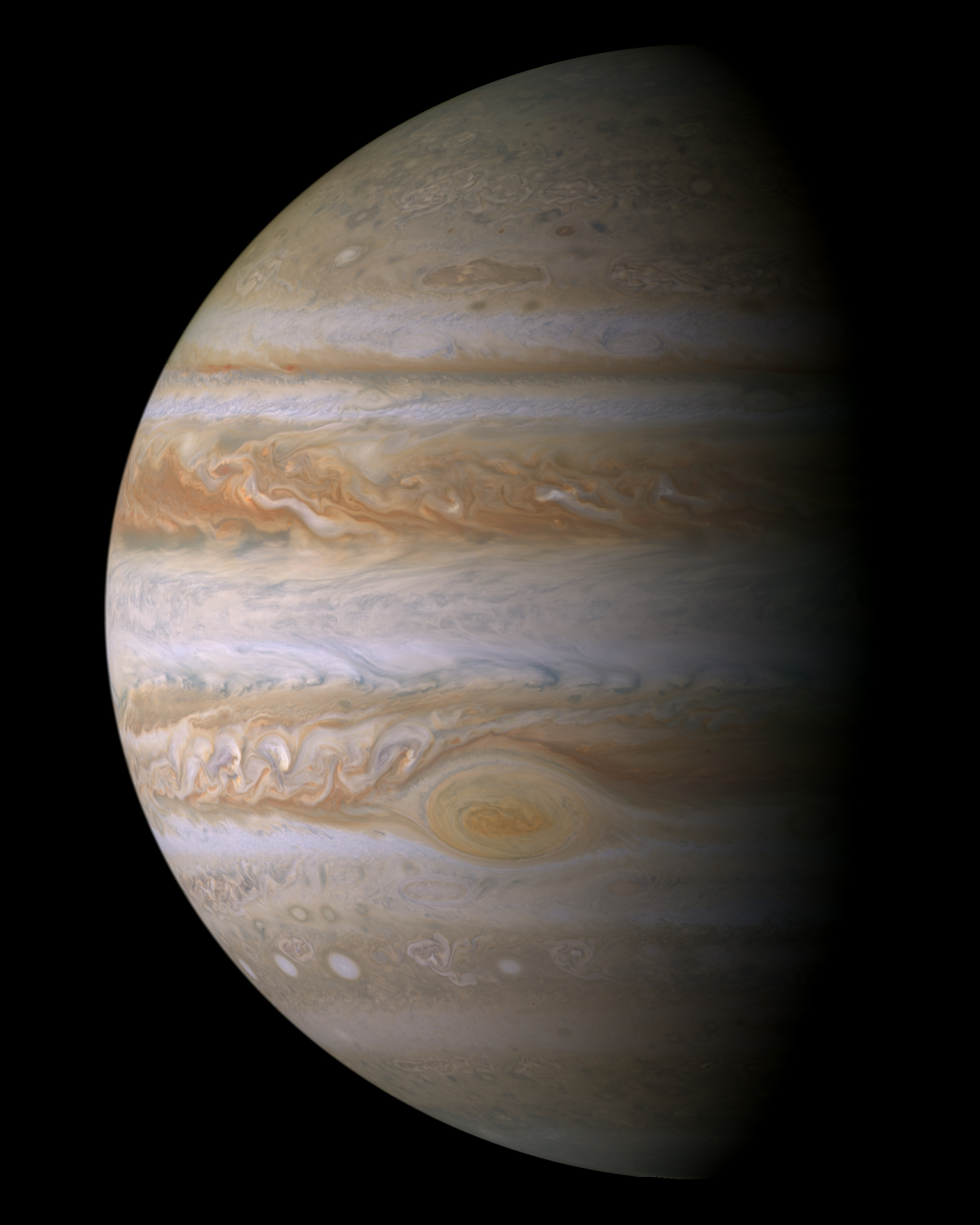
Passage langs Jupiter
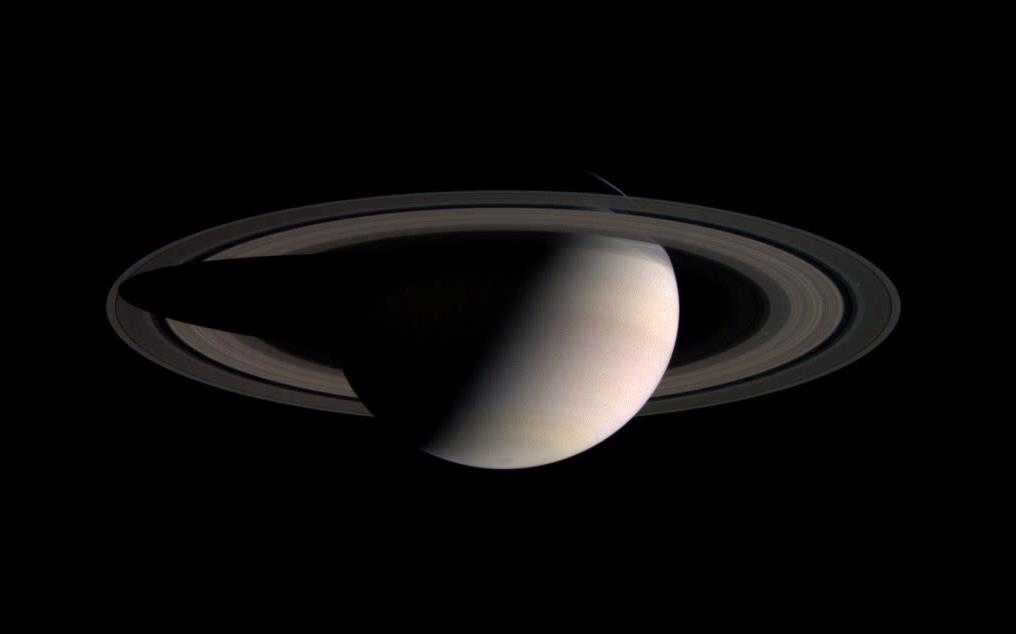
Saturnus in juli 2004
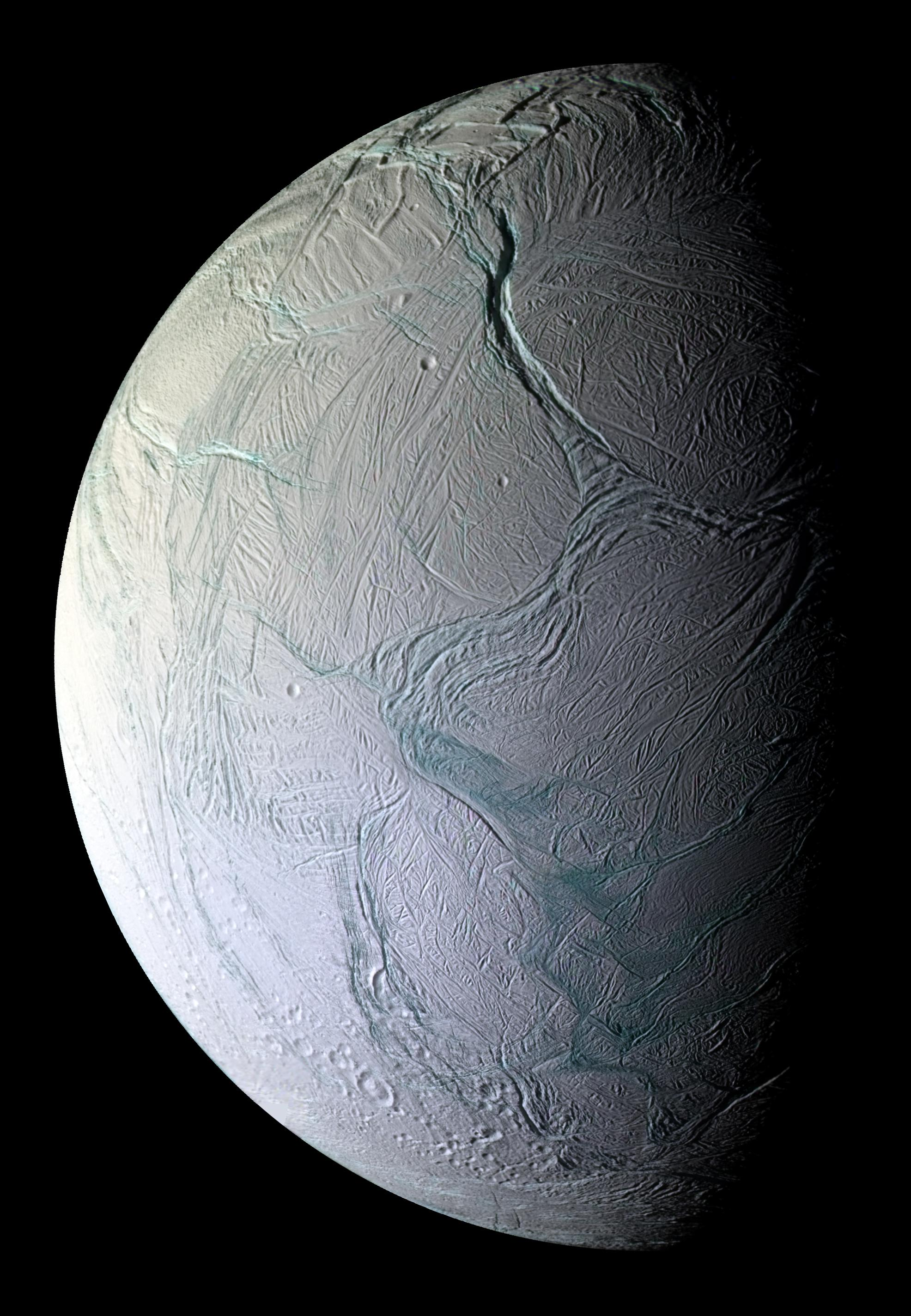
Enceladus
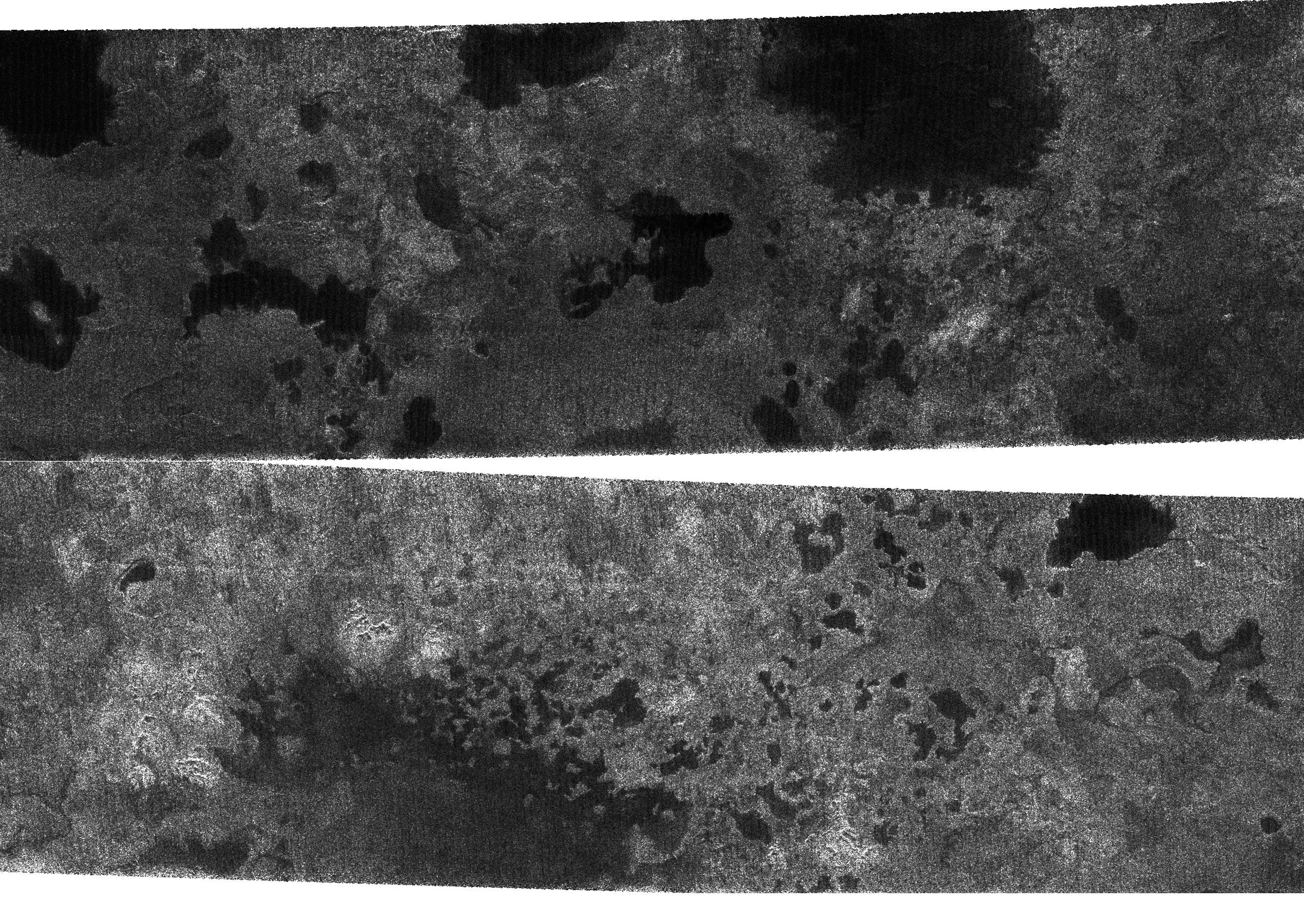
meren op Titan
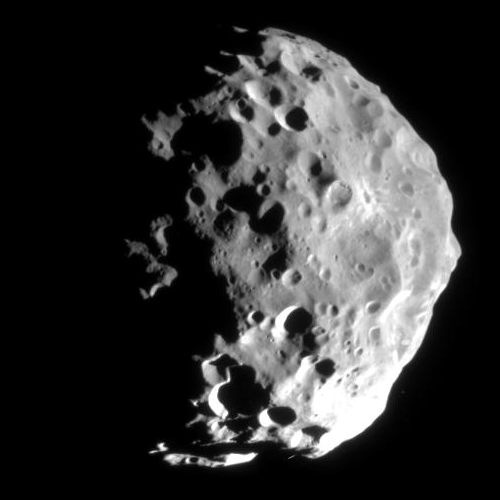
Phoebe in 2004 door Cassini